# Eddie Burns
Eddie „Guitar“ Burns (* 8. Februar 1928 in Belzoni, Mississippi; † 13. Dezember 2012) war ein US-amerikanischer Gitarrist, Mundharmonikaspieler, Sänger und Songwriter des Detroit Blues.

## Leben und Werk
Burns kam als Kind eines Landpächters (Sharecropper) zur Welt und wuchs hauptsächlich bei seinen Großeltern auf. Er brachte sich selbst das Mundharmonikaspiel bei und baute auch seine erste Gitarre selbst. Der Bluesmusiker Jimmy Burns ist sein jüngerer Bruder.
Beeinflusst von Sonny Boy Williamson I. und Big Bill Broonzy übersiedelte Burns 1948 nach Detroit, das in den Nachkriegsjahren eine blühende Blues-Szene hatte, die von John Lee Hooker angeführt wurde. Seine erste Single Notoriety Woman zeigte seine Beherrschung der Mundharmonika, doch wandte er sich in den nächsten Jahren dem Gitarrespiel zu, auch bei Aufnahmen mit John Lee Hooker. Zu dieser Zeit trat er regelmäßig als „Big Daddy“, „Little Eddie“ oder „Big Ed“ in Detroiter Nachtclubs auf; da er aber davon nicht leben konnte, arbeitete er als Mechaniker. Mitte der 1950er-Jahre nahm er für Checker Records und Chess Records zwei Singles auf, die sich aber nicht gut verkauften. Im Laufe der 1960er-Jahre nahm er verschiedene Singles auf, nun unter seinem Namen Eddie „Guitar“ Burns. Auch auf Hookers Album The Real Folk Blues von 1966 ist er als Gitarrist zu hören.
Während einer Europatournee 1972 nahm er in London sein erstes Album, Bottle Up & Go, auf. 1994 wurde er mit dem Michigan Heritage Award ausgezeichnet. Sein jüngerer Bruder Jimmy Burns ist ein erfolgreicher Soulblues-Sänger und -Gitarrist. Auf dem Album Snake Eyes begleitete er Eddie Burns als Gitarrist. Sein letztes Album nahm Burns 2005 im Alter von 77 Jahren auf.
Seinen letzten Auftritt hatte Burns mit Little Sonny auf dem Motor City Blues and Boogie Woogie festival 2008.

## Diskografie

### Alben
- 1972: Bottle Up & Go (Action)
- 1975: Detroit Blackbottom (Big Bear Records)
- 1989: Detroit (Blue Suit)
- 2002: Snake Eyes (Delmark Records)
- 2005: Second Degree Burns (Blue Suit Records. Living Blues Award „Best Contemporary Blues Album 2005“)

### Singles
- 1948: Notoriety Woman (Palda Records)
- 1953: Hello Miss Jessie Lee (DeLuxe Records)
- 1954: Biscuit Baking Mama (Checker Records)
- 1957: Treat Me Like I Treat You (Chess Records)
- 1961: Orange Driver (Harvey Records)
- 1961: The Thing To Do (Harvey Records)
- 1962: (Don’t Be) Messing With My Bread (Harvey Records)
- 1965: Wig Wearin’ Woman (Von Records)
- 1965: I Am Leaving (Von Records)
- 1982: Don’t Even Try It (Red Bird Records)